# Franz Müntefering
Franz Müntefering, né le 16 janvier 1940 à Neheim, est un homme politique allemand membre du Parti social-démocrate d'Allemagne (SPD).
Agent technico-commercial dans l'industrie métallurgique entre 1957 et 1975, il adhère au SPD en 1966 et devient conseiller municipal en 1969. Il entre au Bundestag en 1975 et commence son ascension dans l'appareil du parti neuf ans plus tard. En 1992, il est nommé ministre du Travail de Rhénanie-du-Nord-Westphalie.
Il y renonce en 1995, après que Rudolf Scharping l'a désigné coordonnateur fédéral du parti. Reconduit par Oskar Lafontaine, il dirige la campagne victorieuse des élections fédérales de 1998. Gerhard Schröder le nomme alors au gouvernement, en tant que ministre fédéral des Transports et des Travaux publics.
Il retourne dans l'appareil du parti en 1999, au poste nouvellement créé de secrétaire général. Sa capacité à garantir la discipline des cadres, qu'il applique ensuite au groupe SPD au Bundestag dont il devient président après les élections fédérales de 2002, lui valent le surnom de « général ».
En 2004, il prend la succession de Schröder comme président fédéral du SPD. À ce titre, il mène les négociations conduisant à la formation de la « grande coalition » conduite par Angela Merkel à la suite des élections fédérales anticipées de 2005. Bien qu'il décide d'abandonner la direction du parti à Matthias Platzeck, il devient quand même vice-chancelier et ministre fédéral du Travail et des Affaires sociales du cabinet Merkel I.
Il se met en retrait de la vie politique en 2007, mais y revient en 2008 lorsqu'il évince Kurt Beck de la présidence du SPD. La déroute des élections de 2009 le contraint à renoncer à cette fonction. Il quitte la vie politique en 2013, à l'issue de son dernier mandat parlementaire.

## Jeunesse et vie professionnelle
Son père est agriculteur et sa mère femme au foyer. Il n'a fait la connaissance de son père qu'à l'âge de six ans et demi, lors de son retour de détention.
En 1954, à l'âge de 14 ans, il entreprend un apprentissage d'agent technico-commercial. Il l'achève en 1957 et commence à travailler dans l'industrie métallurgie. Il accomplit son service militaire obligatoire entre 1961 et 1962 au sein de l'infanterie mécanisée, à Höxter, en Rhénanie-du-Nord-Westphalie, puis à Osterode am Harz, en Basse-Saxe.

## Débuts en politique

### Premiers mandats
Il adhère au Parti social-démocrate d'Allemagne à 26 ans, en 1966. Trois ans plus tard, il se fait élire membre du conseil municipal de Sundern (Sauerland) dans le centre de la Rhénanie-du-Nord-Westphalie. Candidat aux élections fédérales anticipées du 19 novembre 1972, il n'est pas élu député fédéral au Bundestag.
Il y fait cependant son entrée le 10 juin 1975, à la suite de la démission de Friedhelm Farthmann, nommé ministre du Travail de Rhénanie-du-Nord-Westphalie. Il est réélu environ un an plus tard, au scrutin de liste, lors des élections du 3 octobre 1976.
Il ne se représente pas aux élections municipales à Sundern à l'issue de son second mandat, en 1979.

### Ascension tardive
En 1984, il est élu président de la section du SPD dans la région du Hochsauerland et vice-président de la section de la Westphalie occidentale, renonçant à son premier poste dès 1988. Il entre au comité directeur fédéral en 1991, sous la présidence de Björn Engholm, et prend la direction de la section SPD de Westphalie occidentale l'année d'après. Parallèlement, il occupe entre 1991 et 1992 un poste de secrétaire général adjoint du groupe SPD au Bundestag.
Il quitte son mandat fédéral le 8 décembre 1992. Dix jours plus tard, Franz Müntefering est nommé ministre du Travail, de la Santé et des Affaires sociales du Land de Rhénanie-du-Nord-Westphalie dans le quatrième gouvernement du ministre-président social-démocrate, Johannes Rau.
Il se présente aux élections régionales du 14 mai 1995 mais échoue à conquérir un siège au Landtag. Il est reconduit dans ses fonctions ministérielles le 17 juillet suivant.

## Personnalité fédérale

### Haut responsable du SPD puis ministre
Le 16 octobre 1995, le président fédéral du SPD Rudolf Scharping le choisit pour prendre la suite de l'ancien libéral Günter Verheugen au poste de cordonnateur fédéral du parti. Il est reconduit un mois plus tard, par le nouveau président Oskar Lafontaine.
En conséquence, il quitte le gouvernement du Land le 27 novembre. À la suite de la démission d'Erich Heckelmann le 5 juillet 1996, il fait son entrée au Landtag de Rhénanie-du-Nord-Westphalie.
Chargé de l'organisation de la campagne du SPD aux élections fédérales du 27 septembre 1998, il est réélu à cette occasion député au Bundestag tandis que le parti remporte le scrutin. Il renonce donc à son mandat régional le 26 octobre.
Le lendemain, le nouveau chancelier fédéral Gerhard Schröder le nomme dans son premier gouvernement, au poste de ministre fédéral des Transports, des Travaux publics et du Logement, alors qu'il était pressenti comme nouveau président du groupe SPD au Bundestag, en remplacement de Scharping.
Il quitte ses fonctions de coordonnateur fédéral du SPD dès le 2 novembre, puis devient président du parti dans le Land de Rhénanie-du-Nord-Westphalie, où il succède à Johannes Rau.

### Bras droit de Gerhard Schröder
Après que le parti a encaissé la perte de la Hesse, de la Sarre et de sa majorité absolue dans le Brandebourg, Franz Müntefering est rappelé, par intérim, au poste de coordonnateur fédéral du SPD le 6 septembre 1999 par Schröder, désormais président de la formation. Il démissionne du gouvernement dès le 29 septembre.
Le 7 décembre, il est élu au poste nouvellement crée de secrétaire général à l'occasion du 29e congrès fédéral, organisé à Berlin, par 94,2 % des voix, après avoir passé plusieurs semaines à parcourir les fédérations en vue de recueillir le ressenti militant et de défendre les réformes d'inspiration libérale du chancelier. Entretemps, le SPD a été devancé par le PDS en Thuringe, laminé en Saxe et nettement distancé par la CDU à Berlin.
En 2001, il abandonne son poste de président du parti en Rhénanie-du-Nord-Westphalie.
Les élections fédérales du 22 septembre 2002 voient la « coalition rouge-verte » s'imposer sur le fil, avec un total de 306 députés sur 603 au Bundestag. Deux jours plus tard, les futurs députés du SPD désignent Franz Müntefering comme prochain président de leur groupe. Il prend officiellement ses fonctions le 17 octobre, démissionnant trois jours plus tard de ses responsabilités au sein de l'appareil fédéral.
À la suite de la démission de Schröder de la tête du parti le 6 février 2004, il est choisi par ce dernier pour prendre sa suite. Présenté comme peu charismatique, celui que l'on surnomme « Münte » et qui a gagné le sobriquet de « général » pour sa propension à discipliner les cadres et députés du parti, est élu le 21 mars suivant président fédéral du SPD par 95,1 % des voix, soit le meilleur résultat depuis 1991.

## Vice-chancelier d'Angela Merkel
Les élections fédérales anticipées du 18 septembre 2005 ne permettant pas de dégager une majorité, la CDU/CSU et le SPD entament des négociations en vue de constituer la première « grande coalition » fédérale depuis 1966. À l'ouverture de la législature, alors que les discussions se poursuivent, le président du groupe est donc reconduit dans ses fonctions.
Schröder ayant refusé d'exercer une autre responsabilité que celle de chancelier fédéral, il se retire de la vie politique. En conséquence, les sociaux-démocrates désignent Franz Müntefering pour occuper le poste de vice-chancelier et de ministre fédéral du Travail et des Affaires sociales. C'est la première fois que ces deux responsabilités sont réunies. Toutefois, le 1er novembre, il renonce à se succéder à la présidence du parti lors du 32e congrès fédéral, convoqué deux semaines plus tard à Karlsruhe, après que son candidat au poste de secrétaire général Kajo Wasserhövel a été battu par la représentante de l'aile gauche, Andrea Nahles au cours d'un vote du comité directeur.
Remplacé le 15 novembre par Matthias Platzeck, il fait son entrée au gouvernement fédéral exactement une semaine plus tard. Il doit donc laisser ses fonctions de président du groupe parlementaire, que retrouve Peter Struck.
Il annonce sa démission le 12 novembre 2007, expliquant vouloir rester auprès de son épouse, malade d'un cancer ; ce départ est pourtant analysé comme une conséquence de la réorientation à gauche du SPD décidée deux semaines plus tôt par Kurt Beck et son échec à introduire un salaire minimum dans le secteur postal. Le 21 novembre, le ministre fédéral des Affaires étrangères Frank-Walter Steinmeier devient vice-chancelier, tandis qu'Olaf Scholz prend les fonctions de ministre fédéral du Travail et des Affaires sociales.

## Retour et retrait
À la suite du décès de son épouse, il fait son retour en politique. Ainsi, au cours d'une réunion du comité directeur du SPD le 7 septembre 2008, il parvient à faire démissionner Beck – qui dénoncera une « campagne interne » à son encontre – et se faire désigner candidat à la présidence du parti lors d'un congrès extraordinaire, convoqué pour le 18 octobre ; il obtient également l'investiture de Steinmeier comme candidat à la chancellerie aux élections de septembre 2009. Il est officiellement réélu président fédéral de sa formation par 84,9 % des voix lors du congrès de Berlin. Pour la première fois dans l'histoire du parti, un ancien chef est rappelé dans ses fonctions.
Les élections fédérales du 27 septembre 2009 tournent à la catastrophe pour le Parti social-démocrate d'Allemagne : son résultat de 23 % des suffrages exprimés constituent un effondrement de plus de onze points et marque son plus mauvais score depuis 1949. Pour la première fois depuis 1957, il s'affiche sous la barre des 10 000 000 de voix. En vue du 34e congrès fédéral, convoqué à Dresde en novembre, Franz Müntefering décide de ne pas se porter candidat à sa succession ; le 13 novembre, il est donc remplacé par l'ancien ministre-président de Basse-Saxe Sigmar Gabriel.
Ayant siégé tout au long de dix-septième législature, il ne se représente pas pour un onzième mandat de député fédéral lors des élections fédérales du 22 septembre 2013 et se retire définitivement de la vie politique.

## Vie privée
Il s'est marié à trois reprises. De son premier mariage avec Renate, il a eu deux filles, dont l'auteur Mirjam Müntefering. Entre 1995 et 2008, il a été l'époux de Ankepetra Rettich. Finalement, le 12 décembre 2009, alors qu'il a déjà 69 ans, il se marie avec Michelle Schumann, âgée de seulement 29 ans. En 2013, elle s'est fait élire dans la circonscription de Rhénanie-du-Nord-Westphalie qu'ont représentée Walter Arendt puis Heinz Westphal.